# Kito Nedo
Kito Nedo (* 1975 in Leipzig) ist ein deutscher Kunstkritiker und Autor.

## Leben
Nedo studierte Medien-, Kultur-, und Geschichtswissenschaften in Leipzig, Berlin und London. Er schreibt als freier Journalist über zeitgenössische Bildende Kunst, Kulturpolitik und den Kunstmarkt und arbeitet als Redakteur für das in London ansässige Kunstmagazin frieze. Seine Artikel erscheinen regelmäßig in art – das Kunstmagazin, der Süddeutsche Zeitung, in Die Zeit, der taz und der Berliner Zeitung. Nedo ist außerdem Autor von Essays und begleitenden Texten zu Ausstellungskatalogen und Bildbänden. 
Er lebt mit seiner Familie in Berlin und Basel.

## Auszeichnungen und Nominierung
2017 erhielt Kito Nedo den mit 3000 Euro dotierten „ADKV-Art-Cologne-Preis für Kunstkritik“. Die Jury begründete die Auszeichnung unter anderem damit, dass Nedo eine journalistische Unabhängigkeit stärke, die der gegenwärtigen Kritik allzu oft fehle.
Mit seinem in art veröffentlichten Feature über Henrike Naumann „Im toten Winkel der Geschichte“ war er für den Michael-Althen-Preis 2018 nominiert.

## Veröffentlichungen (Auswahl)
- Titus Schade. Allnacht. Hatje Cantz Verlag, Berlin 2016, ISBN 978-3-7757-4148-4. (Bildband, Deutsch, Englisch).
- Im toten Winkel der Geschichte. In: Henrike Naumann. 2000. Spector Books, Leipzig 2019, ISBN 978-3-95905-357-0, S. 8–23. (Ausstellungskatalog).
- Eberhard Havekost - U Say Love. Snoek Verlag, Köln 2019, ISBN 978-3-86442-286-7. (Ausstellungskatalog).
- Aneta Grzeszykowska - family skin. Oberösterreichische Landesmuseen (Verlag), Linz 2021, ISBN 978-3-85474-366-8. (Ausstellungskatalog, Deutsch, Englisch).
- Markus Ebner. Zuneigung, mit Florian Ebner, Astrid Fendt, Florian Illies, hrsg. von Jacky Strenz, Spector Books, Leipzig 2022, ISBN 978-3-95905-568-0 (Künstlerbuch)

Artikel
- Verhängnisvolle Verbindungen, zur Raubkunstdebatte am Kunsthaus Zürich, Süddeutsche Zeitung, 24. Februar 2021
- Nationales Nachverdichten, Kritik an Monika Grütters Kulturbauten, zusammen mit Hans-Jürgen Hafner, Die Zeit, 21. Juni 2021
- Harmonische Dämonen, Besprechung der Goya Ausstellung in der Fondation Beyeler, Süddeutsche Zeitung, 24. Oktober 2021
- Henrike Naumann Searches for Repressed Histories Connecting Societal Trauma and Banal Domesticity, Feature über die Künstlerin Henrike Naumann in frieze, 22. Februar 2019